# Tour della nazionale maschile di rugby a 15 dell'Inghilterra 2001
A giugno 2001 la nazionale inglese di rugby a 15 intraprese un tour in Nordamerica sotto la guida tecnica di Clive Woodward, C.T. della squadra nazionale maggiore.
La squadra, della quale fu insignito capitano Kyran Bracken, era composta di molti elementi senza grande esperienza internazionale e aveva carattere sperimentale, essendo i migliori giocatori delle Isole britanniche convocati contemporaneamente per il tour in Australia dei British & Irish Lions.
Furono previsti tre test match, due contro il Canada a Toronto e Vancouver, e uno a San Francisco contro gli Stati Uniti.
In aggiunta a ciò, furono in programma anche due incontri infrasettimanali senza presenza internazionale, ancora a Vancouver contro la rappresentativa della Columbia Britannica e allo stadio dell'UCLA di Los Angeles contro gli Stati Uniti A.
La partita in Ontario fu una vittoria contenuta sul Canada per 22-10, e nel primo infrasettimanale contro la Columbia Britannica, nonostante la vittoria netta per 41-19, Woodward lamentò la perdita di tre elementi per infortunio già nella prima settimana di incontri (il seconda linea Brown, il tre quarti centro Ewens e il mediano di mischia Benton).
Il secondo test match contro i canadesi cancellò le titubanze emerse nel primo incontro: l'Inghilterra si impose 59-20 con otto mete a due e totalizzò, nel frangente, l'allora record di 10 test match vinti consecutivamente.
Allo stadio universitario dell'UCLA di Los Angeles l'Inghilterra colse la miglior vittoria del tour, 83-21 contro gli Stati Uniti A, regolati con 13 mete al termine di una partita di fatto chiusa alla fine del primo tempo con il punteggio di 40-15; l'ultimo incontro della spedizione fu a San Francisco contro la nazionale seniores degli Stati Uniti, vinto 48-19 per l'undicesima vittoria internazionale consecutiva e costruito soprattutto nel primo tempo, mentre nel secondo la squadra giocò sottotono e permise agli americani di contenere il punteggio al passivo.

## Risultati

### Itest match
| Arbitro: | Nigel Whitehouse |

|       |      |                         |
| Fauth | mt   | Bracken Lewsey (2) West |
| Ross  | tr   | Walder                  |
| Ross  | c.p. |                         |

| Arbitro: | Joël Jutge |

|             |      |                                                  |
| Baugh Fauth | mt   | tecnica Noon Shaw (2) Walder (2) M. Wood Worsley |
| Ross (2)    | tr   | Walder (5)                                       |
| Ross (2)    | c.p. | Walder (3)                                       |

| Arbitro: | Andy Turner |

|                    |    |                                                   |
| Grobler Naqica (2) | mt | Moody Sanderson Lewsey (2) Lloyd (2) West Worsley |
| Wells (2)          | tr | Walder (4)                                        |

### Gli altri incontri
| Arbitro: | I. Hide-Lay |

|           |      |                                       |
| Robertson | mt   | Waters (2) Hazell Rees Woodman Palmer |
| Graf      | tr   |                                       |
| Graf (4)  | c.p. | Barkley                               |

| Arbitro: | Steve Walsh |

|                |      |                                                                        |
| Naqica Naivula | mt   | Voyce (3) Sanderson Rees (2) Sackey (2) Flatman Walshe King (2) Waters |
|                | tr   | Barkley (8)                                                            |
| Wilfley (3)    | c.p. |                                                                        |